# Spilosoma roseivenata
Spilosoma roseivenata är en fjärilsart som beskrevs av Felix Bryk 1948. Spilosoma roseivenata ingår i släktet Spilosoma och familjen björnspinnare. Inga underarter finns listade i Catalogue of Life.